# Il ragazzo che sapeva amare
Il ragazzo che sapeva amare è un film del 1967 diretto da Enzo Dell'Aquila, accreditato con lo pseudonimo di Vincent Eagle.

## Trama
A Capri, nell'hotel internazionale di lusso "Europa Palace" lavora una squadra di impiegati eterogenea ma solidale. Alla reception, Pannunzio accoglie le turiste con galanteria e affabilità, mal visto - in questo - sia dalla centralinista Brigitta che è tenacemente innamorata di lui, sia dal direttore dell'albergo che ne teme gli effetti sul servizio ai clienti. Vittorio, il fotografo, e Roberto, il cameriere, sono amici ma hanno opposti atteggiamenti verso le donne e l'amore: spensierato e cinico il primo, romantico sognatore il secondo. Nella schiera degli impiegati, spicca la cameriera Patty che si diletta a cantare con altri dipendenti all'oscuro della direzione, sfruttando momenti e locali dell'albergo. Il bel biondo Roberto incontra per caso la giovane Francesca; tra i due scatta in fretta la scintilla dell'innamoramento ma mentre il giovane è solare e deciso, la ragazza sembra misteriosamente cauta.
Si scoprirà che la giovane ha un debito di riconoscenza verso la contessa De Cristoforis, del cui nipote Corrado è fidanzata ma non innamorata. Quest'ultimo si accorge che la ragazza è più fredda nei suoi confronti proprio a causa dell'incipiente innamoramento verso Roberto, per cui decide di tendere una trappola al cameriere. In occasione di una festa a casa della contessa, spariscono dei preziosi ad opera di Corrado e di una amica sua complice; i due organizzano gli indizi in modo da incastrare l'incolpevole e ingenuo Roberto. Tutti si convincono della colpevolezza del giovane, tranne Francesca e i colleghi di Roberto. Proprio questi ultimi, capeggiati dal receptionist Pannunzio, scoprono la tresca dei due rei e ne dimostrano la colpevolezza davanti alle forze dell'ordine.
Nel frattempo, però, Roberto ha deciso di lasciare l'isola, deluso dalle ingenerose accuse e dai rifiuti di Francesca. Questa, però - informata della dimostrata innocenza dell'innamorato - lo insegue a piedi per tutta l'isola e arriva al porto mentre la barca di Roberto è già salpata. Dal molo la giovane lo chiama e lui si lancia in acqua per raggiungere l'amata a nuoto. Nel frattempo arrivano in porto anche i due amici, Pannunzio e Vittorio, i quali si felicitano con i due amanti per il felice esito della vicenda.

## Colonna sonora
- La bomba atomica, cantata da I Giganti
- Tema, cantata da I Giganti
- Lezione di ritmo, cantata da I Giganti
- Respect, cantata da Patty Pravo
- Ragazzo triste, cantata da Patty Pravo
- Domani, di Sandie Shaw
- Quando dico che ti amo, di Tony Renis
- Bisogna saper perdere, dei Rokes
- L'amore se ne va, di Carmelo Pagano
- Comincia l'amore, di Dino
- Lontano, lontano, di Luigi Tenco